# Муром
Муром (рус. Му́ром, стнорд. Moramar) град је у Русији у Владимирској области. Смештем је дуж леве обале реке Оке, неких 300 километара источно од Москве. Према попису становништва из 2010. у граду је живело 116.078 становника.

## Историја
У 9. веку, град је означавао најисточније насеље Источних Словена у земљи угро-финског народа званог Муроми.
Несторова хроника спомиње га 862. године, и стога га се сматра једним од најстаријих градова у Русији.
Од 10. до 14. века, био је главни град сопствене кнежевине, међу чије владаре су спадали Свети Глеб, који је убијен 1015. године, а посвећен 1071, затим Свети кнежевић Константин Блажени те свеци Петар и Февронија, иначе јунаци опере Римског-Корсакова.
Из околине Мурома је потицао најслављенији источнословенски епски јунак Илија Муромец.
Упркос бројним варварствима почињеним за бољшевичке власти, Муром је задржао бројне знаке старине.
Манастир Светог Спаситеља, један од најстаријих у Русији, се први пут спомиње 1096, кад га је Олег Черниговски опседао и убио сина Владимира Мономаха, Изјаслава, који је онде и покопан.
1552. године манастир је посетио Иван Грозни, који је тада наредио да се изгради камена саборна црква.
Манастир Свете Тројице, гдје су изложене мошти Светих Петра и Февроније, има и саборну цркву, (грађену 1642.-43.), Казањску цркву (из 1652.), звоник из 1652, дрвену цркву Светог Сергеја и камене зидове.
Постоји је шатораста црква Светих Козме и Дамјана из 1565. на обали Оке, подигнуте у славу руског освајања Казања.

## Становништво
Према прелиминарним подацима са пописа, у граду је 2010. живело 116.078 становника, 10.823 (8,53%) мање него 2002.
| 1939.  | 1959.  | 1970.  | 1979.   | 1989.   | 2002.   | 2010.   |
| ------ | ------ | ------ | ------- | ------- | ------- | ------- |
| 40.079 | 71.567 | 98.839 | 114.270 | 124.229 | 126.901 | 116.075 |

## Партнерски градови
- Мост
- Бабрујск